# Agneza od Dampierrea
Agneza od Dampierrea (fra. Agnès de Dampierre; 1237. – 7. rujna 1288.) bila je francuska plemkinja, gospa i nasljednica Bourbona iz Dinastije Dampierre. Bila je mlađa kći lorda Archambauda IX. Mlađega († 1249.) i njegove supruge, Jolande I. od Neversa te tako sestra Matilde II. od Neversa (Mathilde II).

## Brakovi
Agneza se u veljači 1248. udala po prvi put; njezin je prvi muž bio Ivan Burgundski (1231.-1268.). Njihovo je jedino dijete bila kći zvana Beatrica (Béatrice de Bourgogne), gospa Bourbona te supruga francuskog princa Roberta Capeta. Agnezin je drugi muž bio Robert II. od Artoisa (Robert II d'Artois); vjenčali su se 1277.